# Comando e controllo
Il comando e controllo (in inglese “Command and Control”, indicato anche con l’abbreviazione C2) di un'organizzazione militare, è l'esercizio dell'autorità e della direzione, da parte di un comandante appropriatamente designato, nei confronti delle forze a lui assegnate per il compimento di una missione. La stessa espressione può anche riferirsi a sistemi di comando e controllo all'interno di un sistema militare.

## Descrizione

### Inquadramento concettuale
La definizione della NATO del 1998 è simile:
(N. Stanton et al., 2008)
Gli scienziati della difesa canadese Ross Pigeau e Carol McCann discutono le questioni e le incertezze relative alla definizione del termine Comando e controllo in un loro articolo sul Canadian Military Journal.
Il libro di Vassiliou et al. contiene un'appendice che confronta e contrappone varie definizioni e fornisce anche un'utile definizione generale che include la maggior parte di quelle ufficiali:
(Vassiliou et al., 2015)

### Il rapporto con l'industria della sicurezza informatica
Questo termine è di uso comune anche nel settore della sicurezza informatica e nel contesto della guerra cibernetica. Qui il termine si riferisce all'influenza che un attaccante ha su un sistema informatico compromesso che riesce a controllare. Ad esempio, un uso valido del termine indica che gli aggressori utilizzano "infrastrutture di comando e controllo" per inviare "istruzioni di comando e controllo" alle loro vittime. L'analisi avanzata delle metodologie di comando e controllo può essere utilizzata per identificare gli aggressori, associarne gli attacchi ed interrompere le attività malevole in corso.

### I centri di comando

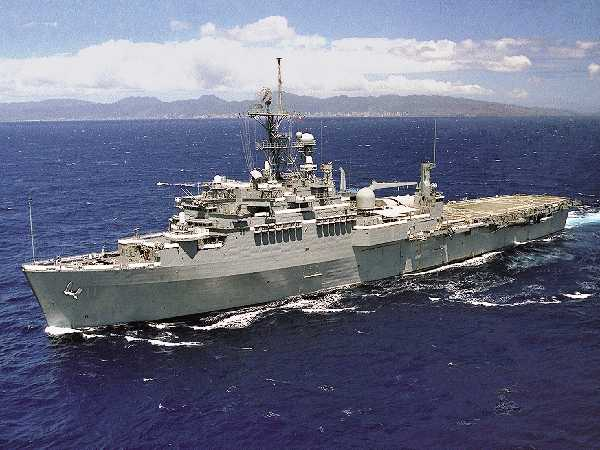
La USS Coronado (AGF-11), nave con capacità C4I

Un centro di comando e controllo è in genere una stanza (o un intero edificio) protetto in una sede governativa, militare o carceraria che opera contemporaneamente come centro di smistamento dell'organizzazione, centro di monitoraggio della sorveglianza, ufficio di coordinamento e centro di monitoraggio degli allarmi. I centri di comando e controllo sono gestiti da un governo o da un'agenzia municipale.
Vari rami delle forze armate statunitensi come la Guardia costiera e la Marina USA hanno centri di comando e controllo. Sono anche comuni in molte grandi strutture detentive.
Un centro di comando e controllo che viene utilizzato da un'unità militare in una posizione schierata è solitamente chiamato "posto di comando". Ogni nave da guerra ha una centrale operativa di combattimento per il controllo delle risorse tattiche della nave, ma il comando di una flotta o di un'operazione congiunta richiede spazio aggiuntivo per comandanti e personale, più strutture C4I, tipicamente fornite a bordo di una nave ammiraglia (ad esempio, una portaerei), a volte una nave comando od una nave logistica avanzata come la USS Coronado.

## Terminologia
Ci sono una pletora di termini derivati che enfatizzano aspetti diversi, usi e sotto-domini del termine C2. Questi sono accompagnati da una moltitudine di abbreviazioni associate: ad esempio, oltre a C2, il comando e il controllo sono spesso abbreviati in C2 e talvolta come C&C.

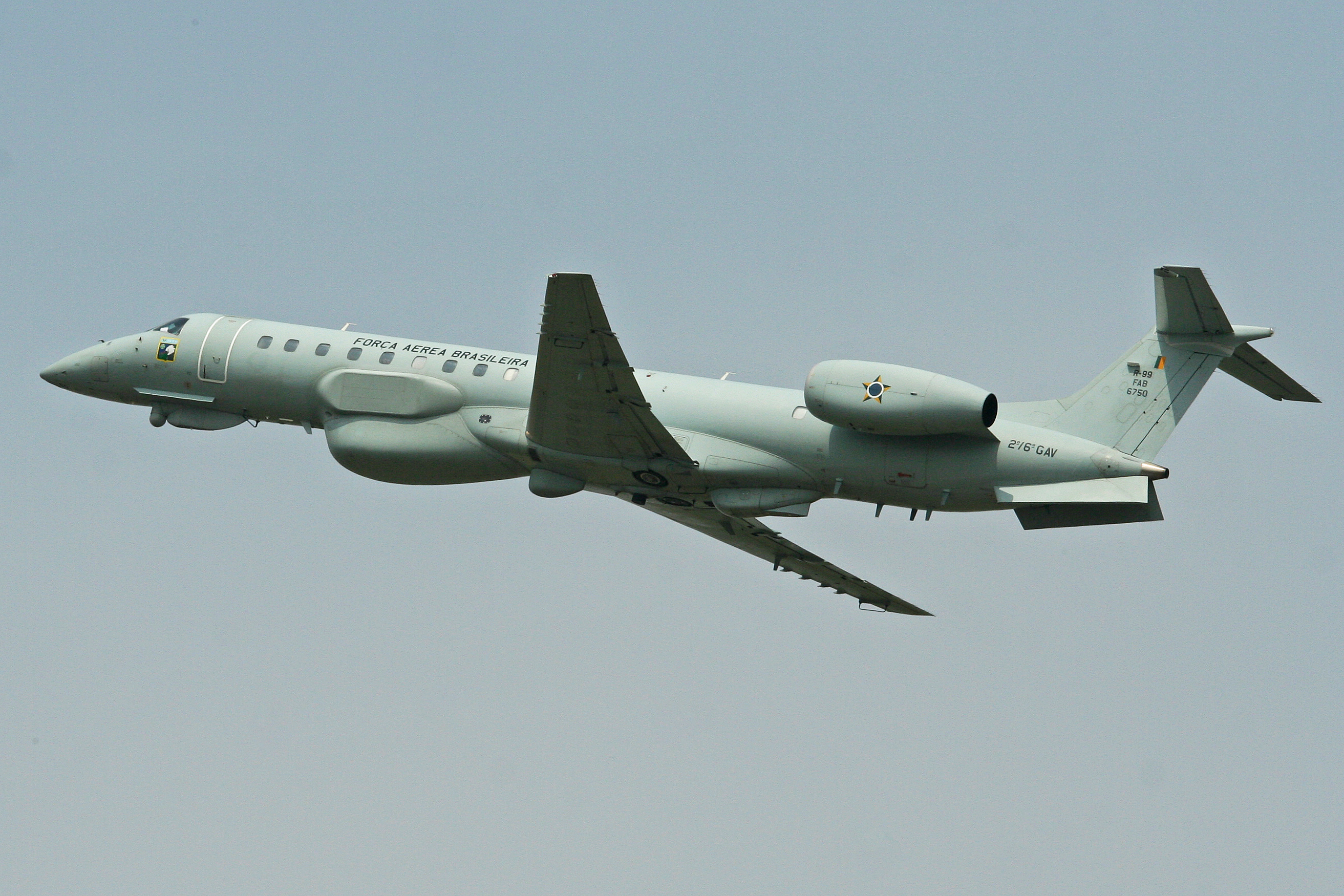
Embraer R-99 MULTI INTEL, un esempio di velivolo con capacità C3I

Le tematiche di Comando e Controllo sono state accoppiate con:
- Comunicazione / Comunicazioni
- Intelligence (militare)
- Informazioni / Sistemi informativi
- Computer / Informatica[8]
- Sorveglianza
- Acquisizione obiettivi
- Ricognizione
- Interoperabilità
- Collaborazione
- Guerra elettronica

e altri.

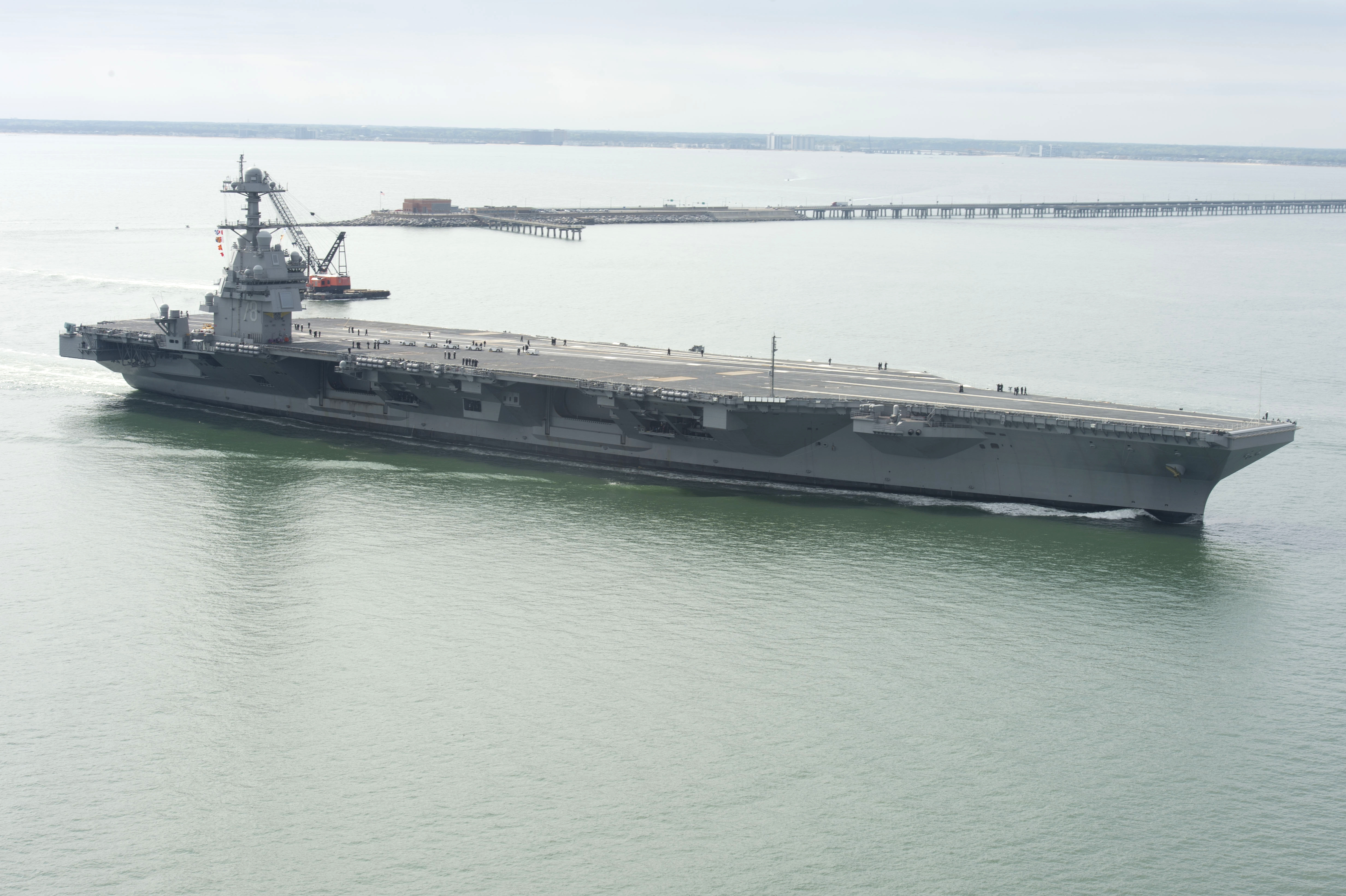
Una tipica sede di un grande centro di Comando e Controllo: la portaerei

Alcune delle varianti più comuni includono:
- C2I - Comando, controllo e intelligence
- C2I - Comando, controllo e informazione (un uso meno comune)[9]
- C2IS - sistemi informativi di Comando e controllo
- C2ISR - C2I più Surveillance ("Sorveglianza") e Reconnaissance ("Ricognizione")
- C2ISTAR - C2 più ISTAR (Intelligence, Surveillance, Target Acquisition  - "Acquisizione Obiettivi" - e Reconnaissance)
- C3 - Comando, controllo e comunicazione (focus sull'attività umana)
- C3 - Comando, controllo e comunicazioni (focus tecnologico)
- C3 - Consultazione, comando e controllo [NATO]
- C3I - 4 possibilità; il senso più comune è Command, Control, Communications and Intelligence
- C3ISTAR - C3 più ISTAR
- C3ISREW - C2ISR più Communications più Electronic Warfare (focus tecnologico)
- C4, C4I, C4ISR, C4ISTAR, C4ISREW, C4ISTAREW - oltre a Computer (messa a fuoco tecnologica) o Informatica (attività umana focalizzata)[10][11]
- C4I2 - Comando, controllo, comunicazioni, computer, intelligence e interoperabilità
- C5I - Comando, controllo, comunicazioni, computer, collaborazione e intelligence
- NC2 - Comando e controllo nucleare
- NC3 - Comando e comunicazioni nucleari

ed altri ancora.
- Comando: l'esercizio dell'autorità basata su determinate conoscenze per raggiungere un obiettivo.
- Controllo: il processo di verifica e correzione dell'attività in modo tale da raggiungere l'obiettivo o l'obiettivo del comando.
- Comunicazione: capacità di esercitare il collegamento necessario per esercitare un comando efficace tra unità tattiche o strategiche da comandare.
- Computer: i sistemi informatici e la compatibilità dei sistemi informatici. Include anche l'elaborazione dei dati.
- Intelligence: include la raccolta, l'analisi e la distribuzione delle informazioni.

## Il "Command and control warfare"

### Caratteristiche
La Command and control warfare (in italiano traducibile con "lotta anti-Comando e Controllo") comprende tutte le tattiche militari che utilizzano la tecnologia delle comunicazioni e può essere abbreviata come C2W (o C2W), ed è l'insieme di attività, nell'ambito dell'information warfare, che tende a minare l'esercizio di attività da parte del comandante nemico nei confronti delle forze a lui disponibili per il perseguimento della missione affidatagli, negando al nemico l'accesso all'informazione e quindi interrompendo le sue capacità di comando e controllo.
Un precedente termine per indicare queste tattiche era quello di "guerra dei segnali", derivato dal nome anticamente dato dai militari alle comunicazioni. Termini più recenti sono invece "operazioni informative" e Information warfare ("guerra dell'informazione").

### Obiettivi
L'obiettivo delle strategie C2W è quello di decapitare la struttura di comando dell'avversario, essendo questa una struttura chiave dell'organizzazione militare, dal corpo delle forze da questa controllate. Oltre a prendere di mira il comando e il controllo del nemico, la guerra dell'informazione può essere diretta contro i capi politici del nemico ed altre comunicazioni civili.

### Tecniche operative
Oltre alla distruzione fisica delle strutture di comunicazione nemiche (ottenuta con le tradizionali tecniche belliche: bombardamenti, incursioni, attentati...), la C2W combina le seguenti tecniche:
- Sicurezza operativa (OPSEC)
- Inganno militare
- Operazioni psicologiche (PSYOP)
- Guerra elettronica (EW)
- Guerra psicologica
- Cyber-Operazioni

Contemporaneamente devono essere prese precauzioni per proteggere le proprie capacità di comando e controllo da analoghe azioni avversarie.
Esistono due tecniche differenti per raggiungere lo scopo prefissato:
- antihead ("diretto alla 'testa' del nemico"), cioè contro i centri C2 veri e propri
- antineck ("diretto al 'collo' del nemico, cioè alle strutture di collegamento fra C2 e forze sottoposte, tipicamente quindi contro le comunicazioni)

#### Lottaantihead
È dato dall'insieme delle attività rivolte a colpire la "testa", ossia il comando, delle forze nemiche. Colpire il comandante nemico non è affatto una novità nella storia: in ogni epoca, gli eserciti e le forze schierate in campo hanno sempre cercato di catturare o comunque neutralizzare i capi avversari. Primo problema dell'antihead è la localizzazione, o meglio, l'individuazione del centro di comando.
Oggi i centri di comando sono facilmente riconoscibili per l'abbondanza di elementi caratteristici, come
- forti emissioni elettromagnetiche (provenienti dagli impianti di comunicazione e elaborazione dati);
- movimento di persone e di documenti o altri supporti ufficiali, in entrata e in uscita dal centro, non paragonabile a quello di altri insediamenti.

La neutralizzazione e la distruzione di un centro di comando permettono di interrompere le operazioni nemiche; l'effetto sorpresa dell'attacco può amplificare di molto gli effetti di quest'ultimo. Tipicamente, l'attacco viene sferrato con:
- armi tradizionali, che però implicano anche la possibilità di una certa imprecisione (il bersaglio viene comunque danneggiato dalla deflagrazione a breve distanza);
- armi soft-kill, o di delicata azione lesiva, che impongono una precisa localizzazione dell'obiettivo da colpire ed operano secondo un'azione mirata, quale l'interruzione di energia, l'uso di interferenze elettromagnetiche o di virus informatici.

#### Lottaantineck
L'antineck è quell'insieme di attività che ha lo scopo di neutralizzare il "collo" della struttura di comando; in altre parole, a differenza dell'antihead, si cerca di interrompere le comunicazioni che avvengono tra il comando delle forze nemiche e le forze stesse. Secondo la moderna pratica militare, l'interruzione delle connessioni tra il comando e le unita operative richiede:
- la conoscenza dei metodi di comunicazione: ciò rende possibile capire se la rete di comunicazione si appoggia su cavi (è possibile localizzare e disabilitare i singoli nodi), su onde radio (nel qual caso, l'attenzione va rivolta alle antenne e ai ponti radio e richiede l'impiego di appositi apparati di disturbo e di intercettazione) o su satelliti (le comunicazioni da e verso i quali possono essere intercettate e disturbate);
- la consapevolezza del fatto che anche i Paesi meno evoluti dispongono di apparecchiature sofisticate e, con la ridondanza che c'è di apparati e di linee, possono agevolmente confondere le idee a chi decida di attaccarli.

## Nel mondo

### Stati Uniti d'America
Il dizionario militare e dei termini associati del Dipartimento della Difesa degli Stati Uniti definisce il Comando e Controllo come: 
((EN) Command and control, Dictionary of Military and Associated Terms, su Defense Technical Information Center (archiviato dall'url originale il 29 giugno 2011). rimandando a J1 – Manpower & Personnel)
L'edizione di aprile 2010 dello stesso dizionario spiega: 
Tuttavia questa frase manca nella voce "comando e controllo" dell'edizione del 15 agosto 2014.
Gli ufficiali comandanti sono assistiti nell'esecuzione di questi compiti da parte di personale specializzato ed arruolato. Questi militari sono un gruppo di ufficiali ed altro personale che fornisce un flusso bidirezionale di informazioni tra un ufficiale comandante ed unità militari subordinate.
Lo scopo di uno staff militare è principalmente quello di fornire informazioni accurate e tempestive che per definizione rappresentano le informazioni su cui si basano le decisioni di comando, la cui applicazione fondamentale sono le decisioni che gestiscono efficacemente le singole risorse ed unità sottoposte. Il flusso di informazioni verso il comandante è prioritario, mentre le informazioni che sono utili o contingenti per natura sono comunicate a personale ed unità inferiori.